# Mythomotorik
Mythomotorik bezeichnet in den Religions- und Kulturwissenschaften die als „kollektiv handlungsleitend“ verstandene Wirkung eines Mythos (Erzählung). Der deutsche Ägyptologe und Kulturwissenschaftler Jan Assmann übernahm den Begriff aus der Mythosforschung und vertiefte ihn in seiner Theorie des kulturellen Gedächtnisses. Geprägt wurde die Bezeichnung mythomoteur 1958 vom spanischen Historiker Ramon D’Abadal i de Vinyals (1888–1970).
Nach Assmann kann die Mythomotorik von gemeinschaftlicher Erinnerung zwei gesellschaftspolitische Wirkungsrichtungen haben:
- fundierend: sie bestätigt und rechtfertigt die gegenwärtigen gesellschaftlichen Verhältnisse als sinnvoll, gottgewollt, notwendig und unabänderlich
- kontrapräsentisch: sie stellt die bestehenden Zustände in Frage, beschwört eine bessere Vergangenheit und ruft zur Veränderung auf

Bezugnehmend auf den französischen Ethnologen Claude Lévi-Strauss (1908–2009) unterscheidet Assmann die mythomotorische Wirkung eines erinnerten und weitergegebenen Mythos als kalte oder heiße Kulturelemente des gesellschaftlichen Umgangs mit der betreffenden Vergangenheit:
- in kalten Gesellschaften soll jeglicher sozialer Wandel durch den Einfluss vergegenwärtigter Erinnerung unterbunden werden
- in heißen Gesellschaften soll die Vision, die in einem Mythos wirkt, den Wandel zu einer neuen, veränderten Gesellschaft beschleunigen

Sowohl die beabsichtigte Beschleunigung wie auch die Unterbindung gesellschaftlicher Entwicklung erfordert gleichsam die gezielte Formung des kollektiven Gedächtnisses durch und als mythische Erzählung (siehe auch Geschichtsmythos, Geschichtspolitik).
Das Prinzip der Mythomotorik gewinnt im Rahmen des interdisziplinären Themas der Erinnerungskulturen zunehmend an Bedeutung, weil es die Mechanismen von Gemeinschaftsbildung ebenso zu erklären versucht wie deren langfristiges Verhalten in religiösen, politischen und auch wirtschaftlichen Zusammenhängen. In jüngster Zeit wurden die Erkenntnisse dieser Forschungen unter der Zielsetzung der Handlungsbeeinflussung von Gemeinschaften (Communitys) auch in Politik und Wirtschaftspraxis eingeführt. So soll die sogenannte mythomotorische Positionierung von Politikern, Produkten oder ganzen Unternehmen die Wahl-, Investitions- oder Kaufentscheidung entsprechender Zielgruppen beeinflussen und deren Erinnerungen an die aus mythomotorischer Kommunikation gebildete „Marke“ gezielt formen (siehe auch Markenforschung).